# ランカシャー・アンド・ヨークシャー鉄道28形蒸気機関車
ランカシャー・アンド・ヨークシャー鉄道28形（Lancashire and Yorkshire Railway Class 28）は、ランカシャー・アンド・ヨークシャー鉄道（L&YR）が導入した蒸気機関車の一形式。L&YR 27形にベルペヤ火室を付け、踏み板と前部砂箱を拡張して改造したものである。大きなシリンダと過熱蒸気発生装置も設置された。動輪直径は5フィート1インチ (1.549 m)。

## 所有権の変更
1922年に暫定的にロンドン・アンド・ノース・ウェスタン鉄道（LNWR）に、その後1923年にロンドン・ミッドランド・アンド・スコティッシュ鉄道（LMS）に継承、12515 - 12619 の番号が付けられ、3F形の形式が付与された。1936年より廃車が発生し、1948年に残存していた35台がイギリス国鉄に渡り、空き番だった52528 - 52619 の番号が割り振られた。

## フィクション
ウィルバート・オードリーの絵本「汽車のえほん」とそのテレビシリーズ「きかんしゃトーマス」に登場するジェームスのモデルとなった。オードリーは6つの動輪を持つ2-6-0の車輪配置へと変更して描いた。他に見た目で明らかな相違点として、前部泥除けの上に砂箱がない点が挙げられる。